# 斜激波
斜激波（英語：oblique shock）是指相对于来流方向倾斜的激波，与正激波相对。超音速流绕角转向并压缩时会产生斜激波。来流流线经激波后转过的角度相同。制造斜激波常见的方法之一是在超音速流中放置楔形物。与正激波相似，气体热力学性质在穿过非常薄的斜激波区域时有近似不连续的变化。但与正激波不同的是，正激波不会改变来流方向，而斜激波则会。
通过伽利略变换，可以将斜激波转化为正激波。

## 斜激波理论

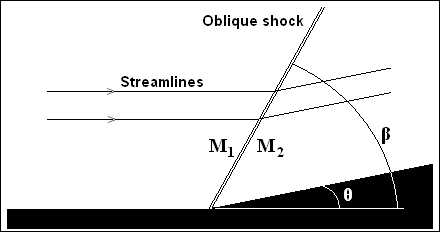
超音速流遇到楔形物时偏转并形成斜激波。

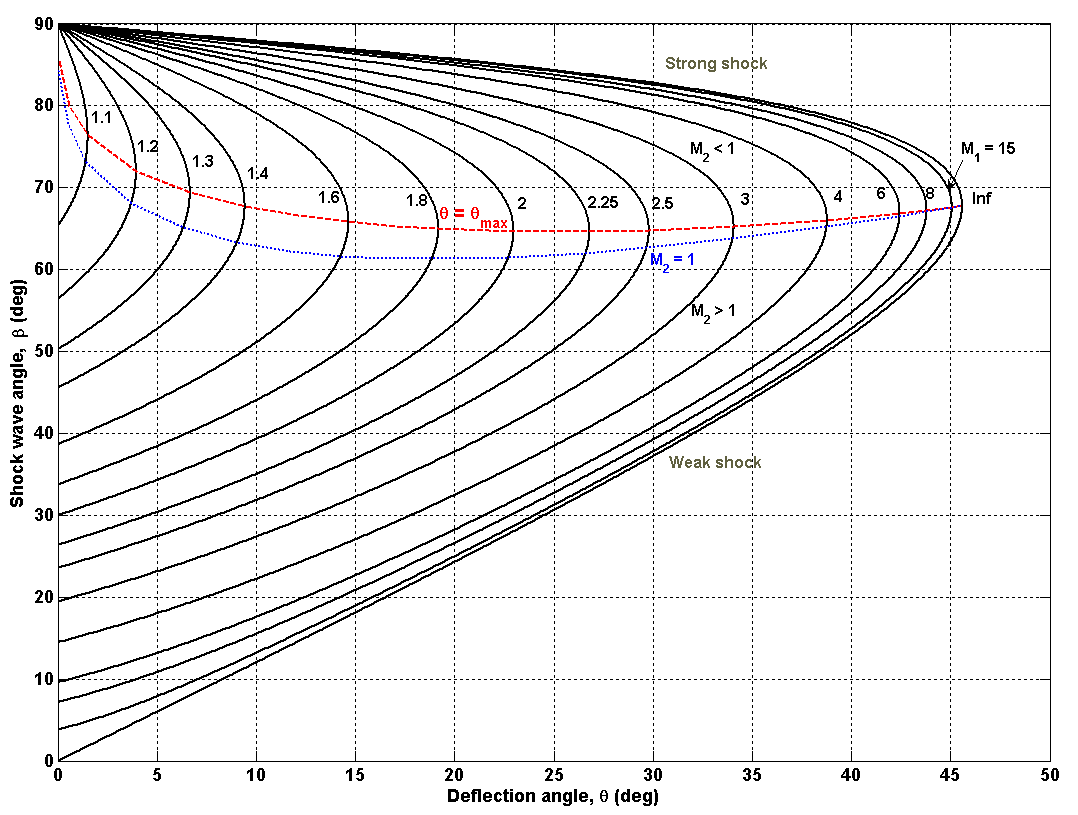
1.4时的θ-β-M关系。蓝线上下分别为强激波与弱激波。

已知来流马赫数M1与偏转角θ，可以计算斜激波角度β与穿过激波后的马赫数M2。与正激波中M2一定小于1的情况不同，对斜激波而言，M2可以为超音速（弱激波）或亚音速（强激波）。在与大气接触的空间中（如飞行器外流场）一般会观察到弱激波，而在限制空间中（如喷嘴入口）有时可能会观察到强激波。当需要满足下游高压条件时，则需要有强激波。除流速外，气体压强、密度、温度等在经过斜激波时都会出现不连续的变化。

### θ-β-M关系
使用连续性方程以及流速切向分量经过激波时不变的条件，可以得到θ-β-M关系，即θ可表示为M1、β与ɣ的函数，其中ɣ表示热容比：
{\displaystyle \tan \theta =2\cot \beta {\frac {M_{1}^{2}\sin ^{2}\beta -1}{M_{1}^{2}(\gamma +\cos 2\beta )+2}}}
通常希望将β表示为M1与θ的函数，但推导过程更为复杂，一般会将结果制成表格或使用程序计算。

### 最大偏转角
通过θ-β-M关系，可以得到给定来流马赫数下的最大编转角θMAX。当θ > θMAX时，斜激波不再与转角连触，而是会形成与转角分离的弓形激波。对给定的θ与M1，根据θ-β-M关系可以得到两个β角度，大的为强激波，小的则为弱激波。实验中最常见到的为后者。
通过斜激波前后气体压强、密度、温度的变化为：
{\displaystyle {\frac {p_{2}}{p_{1}}}=1+{\frac {2\gamma }{\gamma +1}}(M_{1}^{2}\sin ^{2}\beta -1)}
{\displaystyle {\frac {\rho _{2}}{\rho _{1}}}={\frac {(\gamma +1)M_{1}^{2}\sin ^{2}\beta }{(\gamma -1)M_{1}^{2}\sin ^{2}\beta +2}}}
{\displaystyle {\frac {T_{2}}{T_{1}}}={\frac {p_{2}}{p_{1}}}{\frac {\rho _{1}}{\rho _{2}}}.}
穿过斜激波后的气流马赫数M2则为：
{\displaystyle M_{2}={\frac {1}{\sin(\beta -\theta )}}{\sqrt {\frac {1+{\frac {\gamma -1}{2}}M_{1}^{2}\sin ^{2}\beta }{\gamma M_{1}^{2}\sin ^{2}\beta -{\frac {\gamma -1}{2}}}}}.}